# 島原半島

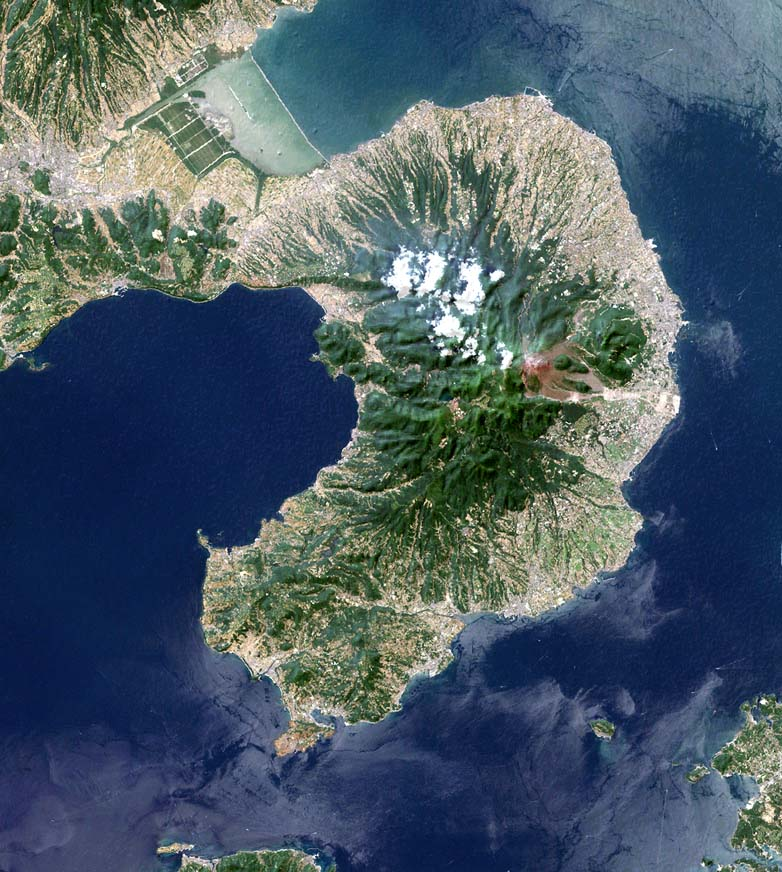
島原半島のランドサット衛星写真。スペースシャトル標高データにより陰影を付けた。

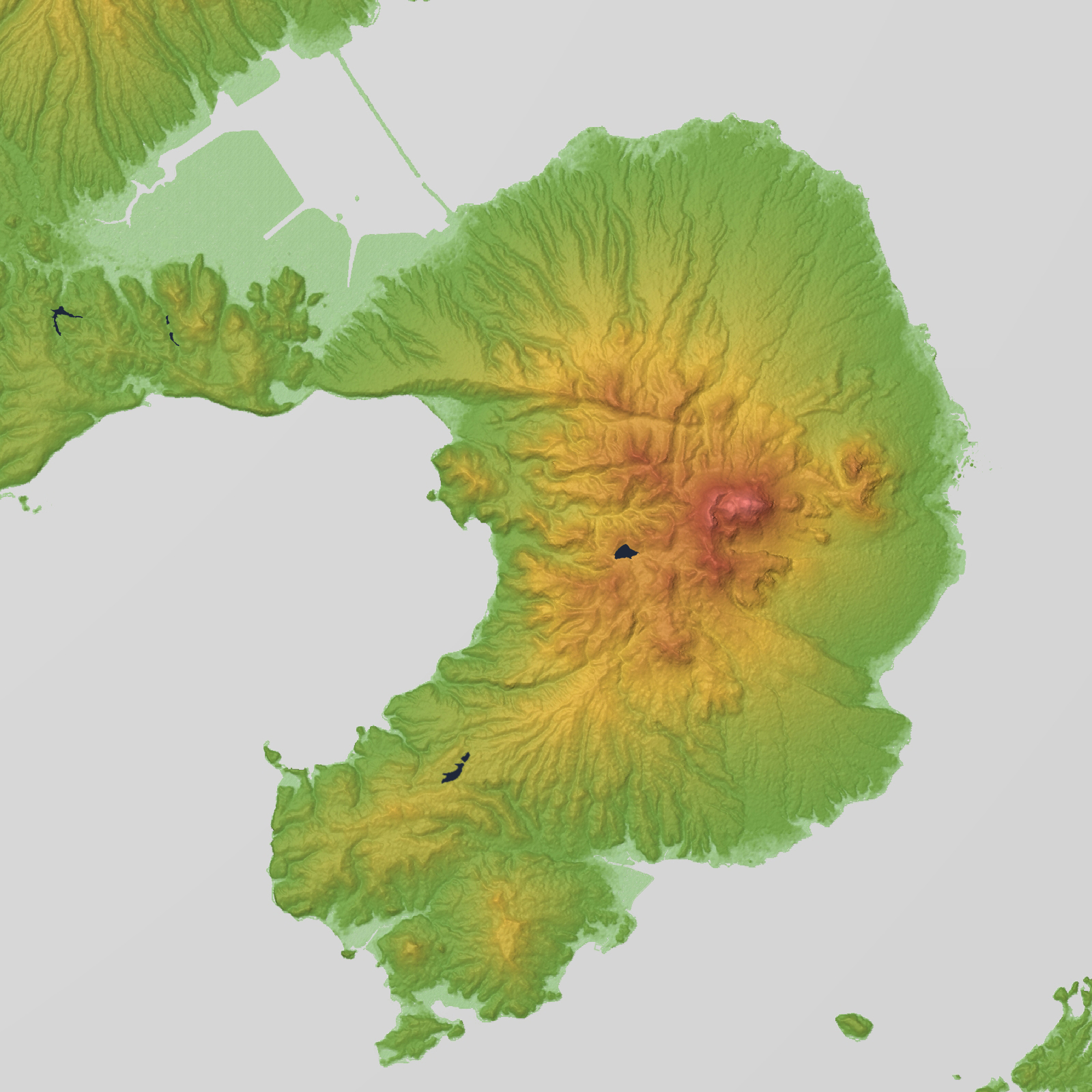
島原半島の地形図

島原半島（しまばらはんとう）は、九州の西北にあって、西、そして南に向けてくの字状に突き出した陸地の南部から、3つに分かれる半島群のうち、もっとも左、南東に突き出す半島である。

## 地理
全体は、北岸は有明海に面する。その西部、半島の付け根部の有明海は諫早湾と呼ばれる。東岸から東南岸は有明海の開口部である島原湾に面し、熊本市、宇土半島、天草上島と対峙する。南端は瀬詰崎といい、ここから早崎瀬戸を挟んで天草下島まで 4.4 km ほどである。西岸は橘湾に面し、長崎半島に対峙する。半島中央の幅は約 15 km 、長さは測り方によるが約 40 km である。
半島中心部は雲仙と呼ばれ、普賢岳の標高は 1359.3 m 、平成新山は 1486 m である。雲仙温泉などの温泉にも恵まれている。
一部は雲仙天草国立公園に指定されている。

## 行政地域
全体が長崎県に属する。
- 長崎県
  - 諫早市東部（旧・北高来郡森山町）
  - 島原市
  - 雲仙市
  - 南島原市

### 都市圏
金本良嗣・徳岡一幸によって提案された都市圏（10%通勤圏）。細かい定義等は都市雇用圏に則する。一般的な都市圏の定義については都市圏を参照のこと。
都市雇用圏（10% 通勤圏）の変遷
- 10% 通勤圏に入っていない自治体は、各統計年の欄で灰色かつ「-」で示す。

| 自治体 ('80) | 1980年                | 1990年                | 1995年                | 2000年                | 2005年                | 2010年                | 2015年                | 自治体 （現在） |
| ------------ | --------------------- | --------------------- | --------------------- | --------------------- | --------------------- | --------------------- | --------------------- | --------------- |
| 森山町       | 諫早 都市圏           | 諫早 都市圏           | 諫早 都市圏           | 長崎 都市圏           | 長崎 都市圏           | 長崎 都市圏           | 長崎 都市圏           | 諫早市          |
| 愛野町       | 諫早 都市圏           | 諫早 都市圏           | 諫早 都市圏           | 長崎 都市圏           | 長崎 都市圏           | 長崎 都市圏           | 長崎 都市圏           | 雲仙市          |
| 吾妻町       | -                     | 諫早 都市圏           | 諫早 都市圏           | 長崎 都市圏           | 長崎 都市圏           | 長崎 都市圏           | 長崎 都市圏           | 雲仙市          |
| 千々石町     | -                     | 諫早 都市圏           | 諫早 都市圏           | 長崎 都市圏           | 長崎 都市圏           | 長崎 都市圏           | 長崎 都市圏           | 雲仙市          |
| 南串山町     | -                     | -                     | -                     | -                     | -                     | 長崎 都市圏           | 長崎 都市圏           | 雲仙市          |
| 瑞穂町       | -                     | -                     | -                     | -                     | -                     | 長崎 都市圏           | 長崎 都市圏           | 雲仙市          |
| 小浜町       | -                     | -                     | -                     | -                     | -                     | 長崎 都市圏           | 長崎 都市圏           | 雲仙市          |
| 国見町       | -                     | -                     | -                     | 島原 都市圏 7万6189人 | 島原 都市圏 7万4139人 | 長崎 都市圏           | 長崎 都市圏           | 雲仙市          |
| 島原市       | 島原 都市圏 7万2564人 | 島原 都市圏 7万0795人 | 島原 都市圏 6万5906人 | 島原 都市圏 7万6189人 | 島原 都市圏 7万4139人 | 島原 都市圏 9万7818人 | 島原 都市圏 9万1971人 | 島原市          |
| 有明町       | 島原 都市圏 7万2564人 | 島原 都市圏 7万0795人 | 島原 都市圏 6万5906人 | 島原 都市圏 7万6189人 | 島原 都市圏 7万4139人 | 島原 都市圏 9万7818人 | 島原 都市圏 9万1971人 | 島原市          |
| 布津町       | 島原 都市圏 7万2564人 | 島原 都市圏 7万0795人 | 島原 都市圏 6万5906人 | 島原 都市圏 7万6189人 | 島原 都市圏 7万4139人 | 島原 都市圏 9万7818人 | 島原 都市圏 9万1971人 | 南島原市        |
| 深江町       | 島原 都市圏 7万2564人 | 島原 都市圏 7万0795人 | 島原 都市圏 6万5906人 | 島原 都市圏 7万6189人 | 島原 都市圏 7万4139人 | 島原 都市圏 9万7818人 | 島原 都市圏 9万1971人 | 南島原市        |
| 加津佐町     | -                     | -                     | -                     | -                     | -                     | 島原 都市圏 9万7818人 | 島原 都市圏 9万1971人 | 南島原市        |
| 口之津町     | -                     | -                     | -                     | -                     | -                     | 島原 都市圏 9万7818人 | 島原 都市圏 9万1971人 | 南島原市        |
| 南有馬町     | -                     | -                     | -                     | -                     | -                     | 島原 都市圏 9万7818人 | 島原 都市圏 9万1971人 | 南島原市        |
| 北有馬町     | -                     | -                     | -                     | -                     | -                     | 島原 都市圏 9万7818人 | 島原 都市圏 9万1971人 | 南島原市        |
| 西有家町     | -                     | -                     | -                     | -                     | -                     | 島原 都市圏 9万7818人 | 島原 都市圏 9万1971人 | 南島原市        |
| 有家町       | -                     | -                     | -                     | -                     | -                     | 島原 都市圏 9万7818人 | 島原 都市圏 9万1971人 | 南島原市        |

- 2005年（平成17年）3月1日：諫早市と北高来郡飯盛町・森山町・高来町・小長井町・多良見町が新設合併し新市制による諫早市が発足。
- 2005年（平成17年）10月11日：南高来郡国見町・瑞穂町・吾妻町・愛野町・千々石町・小浜町・南串山町が新設合併し雲仙市が発足。
- 2006年（平成18年）1月1日：島原市に南高来郡有明町を編入。
- 2006年（平成18年）3月31日：南高来郡加津佐町・口之津町・南有馬町・北有馬町・西有家町・有家町・布津町・深江町が新設合併し南島原市が発足。

## 交通機関
- 公共交通
  - 島原鉄道線
  - 雲仙ロープウェイ
  - 島原港 - 熊本港（60分・30分）三池港（60分）
  - 多比良港 - 長洲港（60分）
  - 口之津港 - 鬼池港（30分）
- 道路
  - 島原道路
  - 国道57号
  - 国道251号
  - 国道389号
  - 仁田峠循環自動車道路

## 島原半島ジオパーク
2009年（平成21年）2月20日、地球科学的な特徴が認められて、「島原半島ジオパーク」として日本最初のジオパークに認定された（有珠山・洞爺湖、糸魚川市と同時認定）。

## その他
島原半島東部では、地元長崎県のテレビ局の他、有明海を挟んだ熊本県、佐賀県、福岡県のテレビ局の直接受信が可能である。